# 侯小勤
侯小勤（1954年3月—），山西省五寨县人，中国人民武装警察部队少将。

## 生平
1971年3月参加工作。1972年12月入伍。1974年4月加入中国共产党。中国人民武装警察部队学院毕业，军事法学专业在职研究生，硕士。历任中国人民解放军新疆军区独立二团战士、文书、班长、排长、干事，中国人民武装警察部队新疆总队后勤部政治处干事、办公室副主任、政治处副主任、主任，中国人民武装警察部队新疆总队政治部副主任、主任，中国人民武装警察部队新疆总队副政治委员。2006年9月升任中国人民武装警察部队新疆总队政治委员（副军级）。2008年7月晋升武警少将警衔。2008年11月升为中国人民武装警察部队新疆总队政治委员（正军级）。
2013年9月23日，中国人民武装警察部队新疆总队召开宣布命令大会，中国人民武装警察部队政治委员许耀元宣布国务院、中央军委命令并讲话，根据国务院、中央军委命令，任命中国人民武装警察部队陕西省总队政治委员颜晓东为中国人民武装警察部队新疆总队政治委员，根据武警党委通知，中国人民武装警察部队新疆总队政治委员侯小勤调任中国人民武装警察部队政治部副主任。
2012年出任中共十八大代表。2008年，当选第十一届全国人民代表大会新疆地区代表。2013年3月当选为第十二届全国政协委员。2017年2月23日，全国政协第五十四次主席会议审议通过了关于撤销田伟、侯小勤政协第十二届全国委员会委员资格的决定，提请第十九次常委会议追认。